# Flora of Australia

The Flora of Australia Volume 1, segunda edição. Todo o livro da série têm esta cobertura verde e amarela distintiva

Flora of Australia, Brasil: Flora da Austrália  é uma série de cinquenta e nove volumes que descreve as plantas vasculares, briófitas e líquenes presentes na Austrália e em seus territórios externos. A série é publicada pela Australian Biological Resources Study, que estimam mais de vinte mil espécies de plantas descritas em toda a série.

## Série
O volume 1 foi publicado em 1981, uma segunda edição ampliada foi lançada em 1999. A série utiliza do sistema de Cronquist da taxonomia. A Australian Biological Resources Study (ABRS) também publicou as séries: Fungi of Australia, as Algae of Australia e Flora of Australia Supplementary Series.

## Australian Biological Resources Study
O Australian Biological Resources Study (ABRS) é um projeto realizado pela divisão de parques do Departamento do Meio Ambiente, Aquático, Patrimônio e Artes da Austrália (DEWHA), que foi fundado em 1973 a partir das recomendações de um relatório sobre a conservação da vida selvagem do Comitê Seletivo do Senado de 1972. Um dos mais importantes resultados do projeto tem sido a publicação dos volumes da série Flora of Australia.

## Outros Censos da Flora Australiana
Outros, mesmo que poucos, censos sobre o tema são levados a sério, que inclui:
- 1793-95 - J. E. Smith - Specimen of the Botany of New Holland
- 1804-05 - J. E. Smith - Exotic Botany
- 1804-07 - J. J. H. de Labillardière - Novae Hollandiae Plant. Spec
- 1810 - R. Brown - Prodromus Florae Novae Hollandiae et Insulae Van Diemen
- 1814 - R. Brown - Botanical Appendix to Flinders' Voyage
- 1849 - R. Brown - Botanical Appendix to C. Sturt, Narrative of an Expedition into Central Australia
- 1856 - J. D. Hooker - Introductory Essay, Flora Tasmaniae
- 1863-78 - G. Bentham - Flora Australiensis
- 1882 - F. Mueller - Systematic Census of Australian Plants
- 1889 - F. Mueller - Second Systematic Census
- 1990 - R. J. Hnatiuk - Census of Australian Vascular Plants

## Ligações Externas
- Flora of Australia Online